# DH Tauri
DH Tauri är en ensam stjärna belägen i den norra delen av stjärnbilden Oxen. Den har en skenbar magnitud av ca 13,1 och kräver ett kraftfullt teleskop för att kunna observeras. Baserat på parallax enligt Gaia Data Release 2 på ca 7,39 mas, beräknas den befinna sig på ett avstånd på ca 441 ljusår (135 parsek) från solen. Den rör sig bort från solen med en heliocentrisk radialhastighet på ca 16 km/s. Stjärnan bildar en dubbelstjärna med DI Tauri med en separation av 15 bågsekunder, och har en substellar följeslagare i form av en brun dvärg eller en massiv exoplanet.

## Egenskaper
DH Tauri är en gul till röd dvärgstjärna ihuvudserien av spektralklass M0-M1Ve(T). Den har en massa som är lika med ca 0,41 solmassa, en uppskattad radie som är ca 1,26 solradie och utsänder energi från dess fotosfär motsvarande ca 0,22 gånger solen vid en effektiv temperatur av ca 3 800 K.

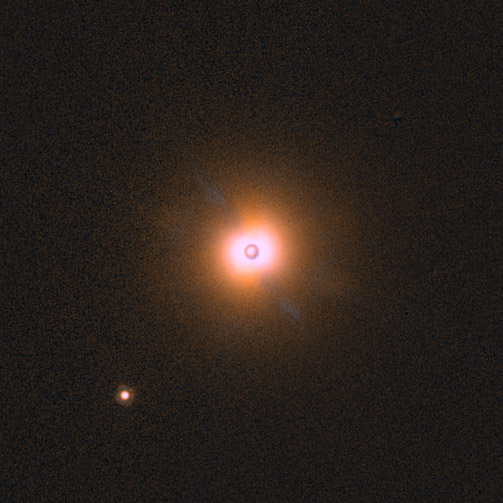
DH Tauri och följeslagaren b (nere till vänster) av Very Large Telescope. Kredit: ESO VLT SPHERE, Van Holstein et al.; Bearbetning: Meli_thev

Följeslagaren DH Tauri B eller b har en massa som uppskattas vara mellan åtta och 22 jupitermassor, vilket gör den till antingen en superjupiter eller brun dvärg. Andra källor ger en massa så hög som 0,03 solmassa, med en bolometrisk ljusstyrka på 0,01 gånger solens. Spektraltypen har klassificerats som M7.5 eller M9.25. Följeslagaren samlar, medan dess värdstjärna fortfarande har en protoplanetär skiva, fortfarande material och omges av en stoftskiva (möjligen en cirkumplanetär skiva, beroende på dess bildningshistoria).